# Hennepnetelgoudhaantje
Het hennepnetelgoudhaantje (Fasta fastuosa) is een keversoort uit de familie van de bladkevers (Chrysomelidae). De wetenschappelijke naam van de soort werd in 1763 gepubliceerd door Giovanni Antonio Scopoli.
Het hennepnetelgoudhaantje komt in heel Europa voor op open plekken of struikgewas, zoals braakland, heggen, weiland of bosranden.
Het hennepnetelgoudhaantje wordt ongeveer 5 mm lang. De sterk glanzende dekschilden zijn metaalachtig blauw, groen, rood en violet. De kleur verschilt per kever, maar de meeste kevers hebben blauwe lengtestrepen op de dekschilden en twee blauwe vlekken op het borststuk. De kever heeft een ovale vorm en is gedrongen gebouwd. De eerste drie geledingen van de voelspriet zijn geelbruin, de rest van de voelspriet is donker gekleurd. De top van de voelspriet is iets verdikt. De poten zijn glanzend groen.
|  |  |

De dagactieve kevers komen het meest voor op planten uit de lipbloemenfamilie, waarvan ze de bladeren eten. Ze vliegen niet graag. In het voorjaar zet het vrouwtje de eitjes af op de waardplant. De larven vreten van de bladeren. Na enkele maanden verpopt de larve. De kevers verschijnen van april tot in augustus.